# Europees rijbewijs
Het Europees rijbewijs is een uniform rijbewijs binnen de Europese Economische Ruimte (de landen van de Europese Unie plus IJsland, Liechtenstein en Noorwegen) in bankkaartformaat met foto en microchip. Dit rijbewijs werd in 2013 ingevoerd en verving de meer dan 100 verschillende soorten papieren en plastic rijbewijzen in Europa en heeft ook als doel het risico op fraude te verminderen.

## Geschiedenis

### Richtlijn 80/1263/EEC
De eerste stap werd in december 1980 gezet toen de Europese ministers van Transport een richtlijn (80/1263/EEC) invoerden met betrekking tot rijbewijzen. Die garandeerde bijvoorbeeld de onderlinge erkenning van rijbewijzen van de verschillende lidstaten.

### Richtlijn 91/439/EEC
In juli 1991 werd de vorige richtlijn vervangen door richtlijn 91/439/EEC, die ook onder andere de categorieën van rijbewijzen harmoniseerde. De richtlijn trad in 1996 in werking.

### Richtlijn 2006/126/EG
De Europese Unie wilde nog verder gaan in de harmonisering van rijbewijzen. Duitsland en Oostenrijk hadden aanvankelijk bezwaar omdat zij levenslange rijbewijzen uitreikten en ze wilden niet dat de rijbewijzen maar geldig zijn voor een vastgelegde periode. Ze hadden hun bezwaren laten vallen in maart 2006. Toen keurden de Europese ministers van Transport een derde richtlijn (2006/126/EEC) goed op voorstel van de Europese Commissie. In december dat jaar werd deze goedgekeurd door het Europees Parlement. Deze richtlijn vervangt de vorige en trad in werking op 19 januari 2013. Sindsdien krijgen bestuurders die geslaagd zijn voor hun praktijkexamen een Europees rijbewijs. Onder meer België haalde deze deadline niet. Mensen zullen tot 2033 tijd hebben om hun oude rijbewijs in te ruilen voor een Europees rijbewijs.

## Rijbewijs

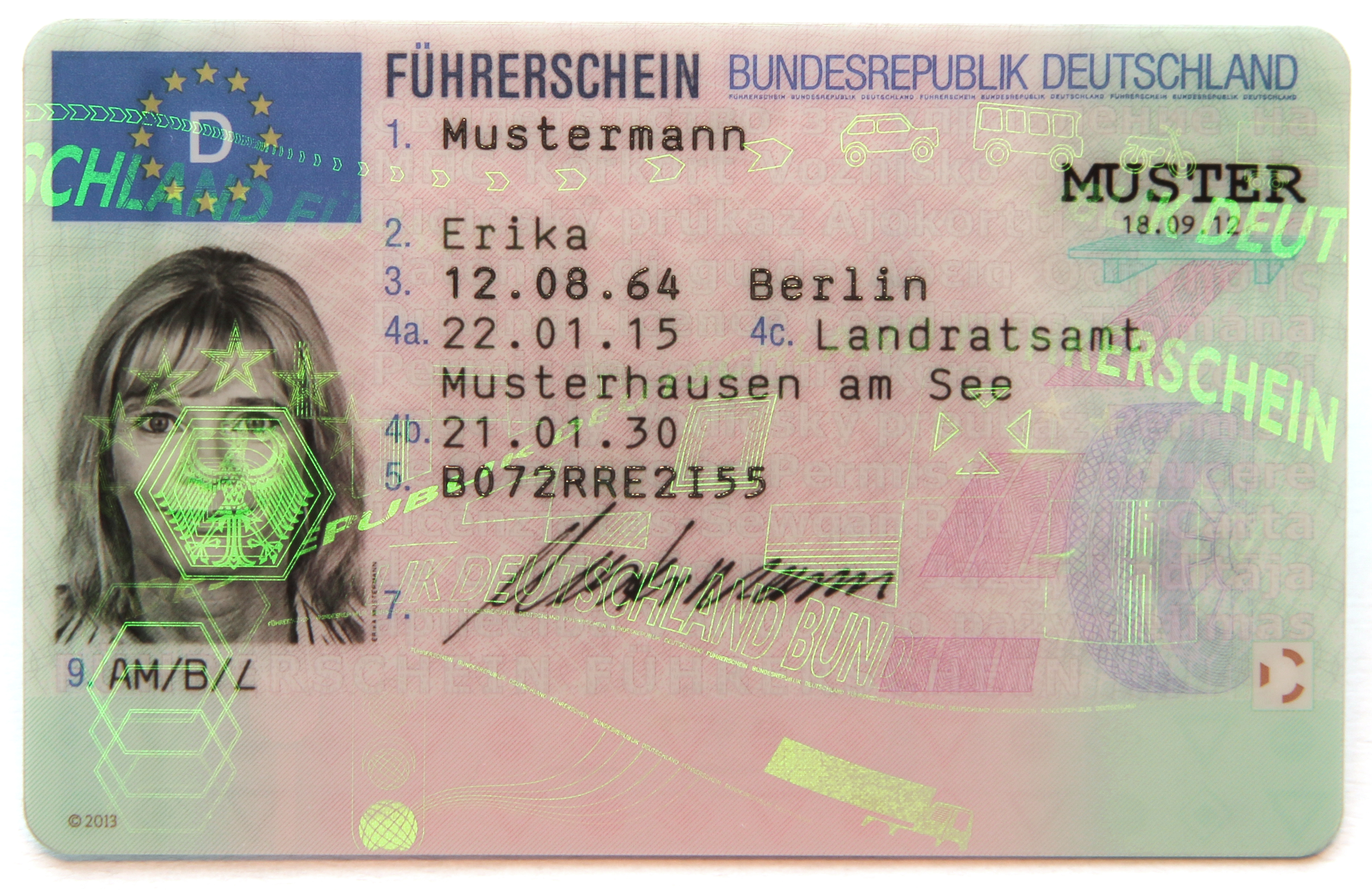
Duitse versie van een EER-rijbewijs uit 2013.

Het nieuwe document zou moeilijk namaakbaar moeten zijn en moet de meeste fraude omtrent rijbewijzen voorkomen. Het zal het rijbewijstoerisme tegengaan. Bestuurders die hun rijbewijs verliezen konden anno 2007 naar andere lidstaten van de EER gaan om daar een rijbewijs te behalen. Met een eengemaakt Europees rijbewijs is dit onmogelijk.
Het rijbewijs moet om de 10 à 15 jaar vernieuwd worden en is dus niet onbeperkt geldig.

## Categorieën
Het rijbewijs in de Europese Economische Ruimte is ingedeeld in verschillende categorieën:

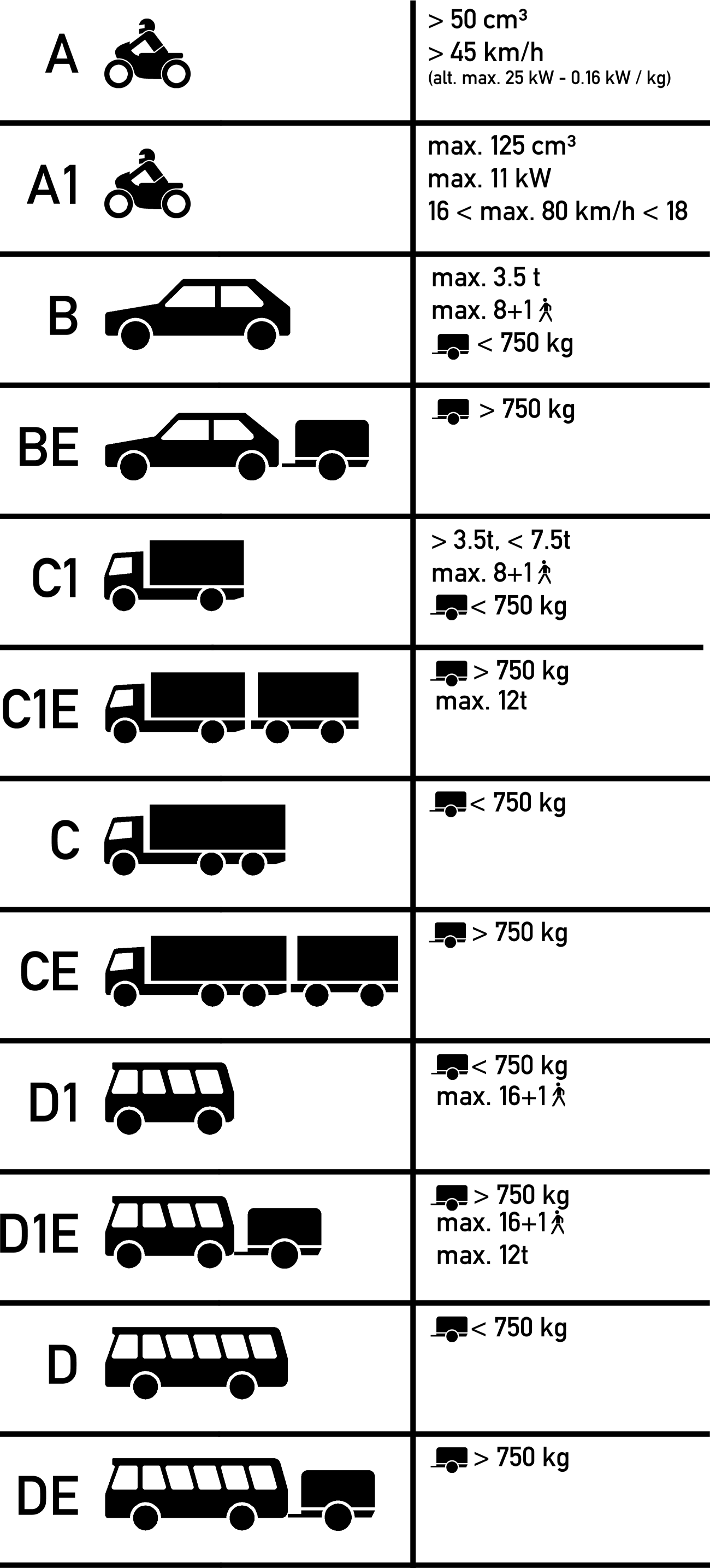

## Zwitserland
Ondanks dat Zwitserland geen lid is van de Europese Unie, noch van de Europese Economische Ruimte, heeft het land toch het meeste van de Europese regelgeving met betrekking tot het rijbewijs ingevoerd.